# Marcelino Bernal
Marcelino Bernal Pérez (* 27. Mai 1962 in Tepic, Nayarit) ist ein ehemaliger mexikanischer Fußballspieler, der im Mittelfeld agierte und seit Beendigung seiner aktiven Karriere als Fußballtrainer tätig ist.

## Leben

### Verein
Bernal gab sein Debüt als Profifußballspieler 1983 in Reihen seines Heimatvereins Deportivo Tepic in der zweiten mexikanischen Fußballliga. Vor der Saison 1983/84 wechselte er zum Hauptstadtverein Cruz Azul, bei dem er sein Erstligadebüt in einem Spiel gegen die Tigres de la UANL (0:2) am 25. Februar 1984 gab. Nach vier Jahren bei Cruz Azul wechselte er 1987 zum Puebla FC und 1991 von dort zu Deportivo Toluca, seiner mit einer Dauer von sechs Jahren längsten Profistation. Danach stand er kurzzeitig noch beim CF Monterrey und anschließend beim CF Pachuca unter Vertrag, bevor er seine aktive Karriere in der Saison 2001/02 bei den Pumas de la UNAM ausklingen ließ.

### Nationalmannschaft
Sein Debüt im Dress der mexikanischen Nationalmannschaft feierte Bernal am 12. April 1988 in einem Spiel gegen Kanada, das mit 0:1 verloren wurde.
Sein erstes Länderspieltor erzielte er am 8. März 1992 gegen die Sowjetunion (4:0) und ziemlich genau neun Monate später fand am 6. Dezember 1992 gegen die Vincentische Fußballnationalmannschaft (11:0) sein erfolgreichstes Länderspiel statt, in dem er sechs Treffer erzielte.
Höhepunkt seiner Länderspielkarriere war die Teilnahme an den Fußball-Weltmeisterschaften 1994 und 1998.
1994 kam er in allen vier Spielen Mexikos zum Einsatz und hatte mit seinem Ausgleichstreffer im letzten Vorrundenspiel gegen Italien (1:1) entscheidenden Anteil daran, dass Mexiko nicht bereits nach der Vorrunde die Heimreise antreten musste. Weniger erfolgreich war er im Achtelfinale gegen Bulgarien. Nachdem das Spiel 1:1 nach Verlängerung geendet hatte, wurde ein Elfmeterschießen erforderlich, bei dem Bernal mit seinem Schuss am bulgarischen Keeper Borislaw Michajlow scheiterte und Mexiko mit 1:3 verlor.
1998 kam er zu einem 20-minütigen Einsatz im ersten Vorrundenspiel gegen Südkorea (3:1) und wirkte in der ersten Halbzeit des Achtelfinalspiels gegen Deutschland (1:2) mit. Die am 29. Juni 1998 ausgetragene Partie war zugleich sein letzter Einsatz für „el Tri“.

## Trainer
Nach dem Ende seiner aktiven Laufbahn arbeitet Bernal als Trainer. Nach Stationen im Nachwuchsbereich des CF Pachuca und als Assistent von Benjamín Galindo bei Santos Laguna erhielt er Anfang 2010 einen Vertrag als Cheftrainer des Zweitligisten Guerreros FC. Nach dem Rückzug des Vereins aus der zweiten Liga Ende 2010 unterschrieb er beim Drittligisten Tampico-Madero FC.

## Erfolge
- Mexikanischer Meister: 
 1989/90 (mit Puebla), Invierno 1999 (mit Pachuca)